# 莫林宫
莫林宫（Palazzo Molin del Cuoridoro）是意大利威尼斯的一座建于十五世纪的历史保护建筑，位于圣马可区，靠近历史悠久的凤凰剧院。
该建筑是第九十九任威尼斯总督弗朗切斯科·莫林的公馆，为威尼斯哥特式风格，其主立面是哥特式花卉风格的一个例子，在十四世纪和十五世纪颇为流行，入口上方有莫林家族的纹章。被列为历史保护建筑。该建筑于2013年修复，并改建为18套公寓，同时保持了宫殿的历史特征，包括两个水闸和窗户。